# Challenger de Liubliana
El BMW Ljubljana Open es un torneo profesional de tenis disputado en pistas de polvo de ladrillo.Pertenece al ATP Challenger Series. Se juega desde el año 1990 sobre tierra batida. Las primeras ediciones se disputaron en la ciudad de Domžale y llevaba el nombre de Renault Slovenian Open, posteriormente continuó en Ljubljana, con el nombre actual.

## Palmarés

### Individuales
| Lugar                  | Año                | Campeón               | Finalista             | Resultado           |
| BMW Ljubljana Open     | BMW Ljubljana Open | BMW Ljubljana Open    | BMW Ljubljana Open    | BMW Ljubljana Open  |
| ---------------------- | ------------------ | --------------------- | --------------------- | ------------------- |
| Ljubljana              | 2011               | Paolo Lorenzi         | Grega Žemlja          | 6–2, 6–4            |
| Ljubljana              | 2010               | Blaž Kavčič           | David Goffin          | 6–2, 4–6, 7–5       |
| Ljubljana              | 2009               | Paolo Lorenzi         | Grega Žemlja          | 1–6, 7–6(7–4), 6–2  |
| Ljubljana              | 2008               | Ilija Bozoljac        | Giancarlo Petrazzuolo | 6–4, 6–3            |
| Ljubljana              | 2007               | Marco Mirnegg         | Mathieu Montcourt     | 7–6(7–5), 7–5       |
| Ljubljana              | 2005               | Rubén Ramírez Hidalgo | Massimo Dell'Acqua    | 6–7(2–7), 5–2, ret. |
| Ljubljana              | 2004               | Jiří Vaněk            | Björn Phau            | 5–7, 6–1, 7–6(7–5)  |
| Ljubljana              | 2003               | Jiří Vaněk            | Boris Pašanski        | 6–3, 3–6, 6–1       |
| Ljubljana              | 2002               | Arnaud Di Pasquale    | Juan Balcells         | 6–4, 6–3            |
| Renault Slovenian Open |                    |                       |                       |                     |
| Ljubljana              | 2000               | Oliver Gross          | Juan Balcells         | 4–6, 6–1, 7–6(7–3)  |
| Domžale                | 1999               | Vladimir Voltchkov    | Dinu Pescariu         | 7–5, 6–7(3–7), 6–4  |
| Domžale                | 1998               | Dinu Pescariu         | Adrian Voinea         | 7–6, 2–6, 6–3       |
| Domžale                | 1997               | Brett Steven          | Andrei Pavel          | 7–6, 6–2            |
| Domžale                | 1996               | Hicham Arazi          | Marcelo Filippini     | 4–6, 6–2, 6–4       |
| Domžale                | 1995               | Jordi Burillo         | Adrian Voinea         | 6–2, 6–1            |
| Domžale                | 1994               | Horst Skoff           | Tomás Carbonell       | 0–6, 6–4, 7–6       |
| Domžale                | 1993               | Daniel Orsanic        | Andrei Cherkasov      | 4–6, 6–2, 7–5       |
| Domžale                | 1992               | Magnus Larsson        | Mikael Tillström      | 6–4, 6–4            |
| Domžale                | 1991               | Slobodan Živojinović  | Andrei Olhovskiy      | 6–7, 7–6, 6–3       |
| Domžale                | 1990               | Magnus Larsson        | Diego Nargiso         | 7–5, 6–7, 7–6       |

### Dobles
| Lugar                  | Año                | Campeones                                     | Finalistas                             | Resultado                |
| BMW Ljubljana Open     | BMW Ljubljana Open | BMW Ljubljana Open                            | BMW Ljubljana Open                     | BMW Ljubljana Open       |
| ---------------------- | ------------------ | --------------------------------------------- | -------------------------------------- | ------------------------ |
| Ljubljana              | 2011               | Aljaž Bedene Grega Žemlja                     | Roberto Bautista-Agut Iván Navarro     | 6–3, 6–7(10–12), [12–10] |
| Ljubljana              | 2010               | Nikola Mektić Ivan Zovko                      | Marin Draganja Dino Marcan             | 3–6, 6–0, [10–3]         |
| Ljubljana              | 2009               | Jamie Delgado Jamie Murray                    | Stéphane Robert Simone Vagnozzi        | 6–3, 6–3                 |
| Ljubljana              | 2008               | Juan Pablo Brzezicki Mariano Hood             | Rameez Junaid Philipp Marx             | 7–5, 7–6(7–4)            |
| Ljubljana              | 2007               | Alexandre Kudryavtsev Alexandre Krasnoroutsky | Ivan Dodig Lovro Zovko                 | 7–6(11–9), 1–6, [10–6]   |
| Ljubljana              | 2005               | Paul Baccanello Lovro Zovko                   | Andrew Derer Joseph Sirianni           | 6–3, 6–3                 |
| Ljubljana              | 2004               | Giovanni Lapentti Rik de Voest                | Robert Lindstedt Michael Russell       | 6–3, 6–4                 |
| Ljubljana              | 2003               | Leonardo Azzaro Gergely Kisgyörgy             | Ivan Čerović Aleksander Slović         | 7–6(7–3), 6–3            |
| Ljubljana              | 2002               | Mariano Hood Edgardo Massa                    | Luis Horna Sebastián Prieto            | 7–5, 6–1                 |
| Renault Slovenian Open |                    |                                               |                                        |                          |
| Ljubljana              | 2000               | Emilio Benfele Álvarez Álex López Morón       | Paul Rosner Jason Weir-Smith           | 6–3, 6–4                 |
| Domžale                | 1999               | Massimo Valeri Tom Vanhoudt                   | Eduardo Nicolás Germán Puentes-Alcañiz | 7–6(10–8), 6–4           |
| Domžale                | 1998               | Marius Barnard Stephen Noteboom               | Alberto Martín Tomáš Anzari            | 7–6, 6–7, 7–6            |
| Domžale                | 1997               | Lucas Arnold Ker Daniel Orsanic               | David Škoch Fernon Wibier              | 6–0, 6–4                 |
| Domžale                | 1996               | Pablo Albano Lucas Arnold Ker                 | Rikard Bergh Shelby Cannon             | 6–1, 3–6, 6–1            |
| Domžale                | 1995               | Nicklas Kulti Mikael Tillström                | Shelby Cannon Stefan Kruger            | 6–4, 6–4                 |
| Domžale                | 1994               | Olivier Delaître Jean-Philippe Fleurian       | Kenneth Carlsen Mikael Tillström       | 6–1, 4–6, 6–1            |
| Domžale                | 1993               | Branislav Stanković Richard Vogel             | Hendrik Jan Davids Goran Prpić         | 6–4, 7–6                 |
| Domžale                | 1992               | Magnus Larsson Mikael Tillström               | Cristian Brandi Federico Mordegan      | 6–3, 6–2                 |
| Domžale                | 1991               | Andrei Olhovskiy Slobodan Živojinović         | Richard Vogel Daniel Vacek             | 7–5, 6–3                 |
| Domžale                | 1990               | Carlos Costa Francisco Roig                   | Omar Camporese Mark Koevermans         | 6–7, 6–4, 6–4            |